# Bryobia pritchardi
Bryobia pritchardi är en spindeldjursart som beskrevs av Rimando 1962. Bryobia pritchardi ingår i släktet Bryobia och familjen Tetranychidae. Inga underarter finns listade.